# 1-årig hhx
1-årig hhx er en gymnasial uddannelse, som varer et år.
Uddannelsen ophørte i august 2004 i forbindelse med gymnasiereformen.
1-årig hhx rettede sig mod stx-, hf- og htx-studenter. De blev optaget på den 1-årige hhx-uddannelse med merit, således at de kunne tage den ellers 3-årige erhvervsgymnasiale hhx på kun 1 år.
Samtidig med, at man nedlagde den 1-årig hhx, oprettede man i stedet den gymnasiale uddannelse Fagpakke hhx, som er en ½-årig gymnasial supplering (GS) til enten stx-, hf- eller htx-studenter, som ønsker den handelsgymnasiale hhx-eksamen på kun ½ år.